# Venango County
Venango County är ett administrativt område i delstaten Pennsylvania i USA. År 2010 hade countyt 54 984 invånare. Den administrativa huvudorten (county seat) är Franklin.

## Politik
Venango County tenderar att rösta på republikanerna i politiska val.
Republikanernas kandidat har vunnit rösterna i countyt i samtliga presidentval sedan valet 1920, utom vid valet 1964. I valet 2016 vann republikanernas kandidat med 68,1 procent av rösterna mot 26,8 för demokraternas kandidat.

## Geografi
Enligt United States Census Bureau har countyt en total area på 1 769 km². 1 748 km² av den arean är land och 21 km² är vatten.

### Angränsande countyn
- Crawford County - nordväst
- Warren County - nord
- Forest County - nordost
- Clarion County - öst
- Butler County - söder
- Mercer County - väst

### Orter
- Barkeyville
- Clintonville
- Cooperstown
- Emlenton (delvis i Clarion County)
- Franklin (huvudort)
- Hannasville
- Kennerdell
- Oil City
- Polk
- Rouseville
- Seneca
- Utica
- Woodland Heights